# Федосовский сельсовет (Лотошинский район)
Федосовский сельсовет — упразднённая административно-территориальная единица, существовавшая на территории Тверской губернии и Московской области до 1954 года.
Федосовский сельсовет до 1929 года входил в Микулинскую волость Тверского уезда Тверской губернии. В 1929 году Федосовский с/с был отнесён к Лотошинскому району Московского округа Московской области.
17 июля 1939 года к Федосовскому с/с был присоединён Нововасильевский с/с, а также селения Рождество и Хилово упразднённого Рождественского с/с.
28 декабря 1951 года из Новошинского с/с в Федосовский были переданы селения Малеево и Шапкино, а из Федосовского в Новошинский — селения Макарово и Ошенево. Одновременно селение Хилово было передано и Федосовского с/с во Введенский.
14 июня 1954 года Федосовский с/с был упразднён, а его территория объединена с Новошинским с/с в Нововасильевский с/с.